# 西亮太
西 亮太（にし りょうた）は、日本の文学者。専攻は英文学。中央大学法学部准教授。

## 略歴
- 2014年　　一橋大学大学院言語社会研究科博士後期課程満期退学
- 2010年〜2014年　中央大学理工学部兼任講師
- 2014年～2017年　中央大学法学部助教
- 2017年〜　中央大学法学部准教授

## 著書
- 『労働と思想』（共著）堀之内出版、2015年
- 『<終わり>への遡行――ポストコロニアリズムの歴史と使命』（共著）英宝社、2012年
- 『現代思想』　vol.34-12 総特集　ジュディス・バトラー：触発する思想（翻訳）青土社、2006年

## 論文
- 「労働の表象と「私たち」を表象すること――開沼博『「フクシマ」論』とスピヴァク「サバルタンは語ることができるか」を読む」『レイモンド・ウィリアムズ研究』３、レイモンド・ウィリアムズ研究会、2013年
- 「「未来」を学び去ること」『一橋大学大学院言語社会研究科紀要』６、一橋大学言語社会研究科、2012年
- 「理論の再帰性について――G. C. スピヴァク「サバルタンは語ることができるか」再読」『東京薬科大学紀要』15、東京薬科大学、2012年